# San Martino Buon Albergo
San Martino Buon Albergo (velenceiül San Martin Bon Albergo) település Olaszországban, Veneto régióban, Verona megyében. Lakosainak száma 16 233 fő (2023. január 1.). San Martino Buon Albergo Caldiero, Lavagno, Mezzane di Sotto, San Giovanni Lupatoto, Verona és Zevio községekkel határos.

## Népesség
A település népességének változása:
| Lakosok száma | 15 148 | 15 482 | 16 233 |
|               | 2017   | 2018   | 2023   |